# Held einer Nacht
Held einer Nacht je německojazyčná verze československého filmu Hrdina jedné noci z roku 1935 v režii Martina Friče, v němž hlavní roli vytvořil Vlasta Burian.

## Děj
V městě Zdislavicích žije krejčí Florián Svíčička – Florian Kerzl (Vlasta Burian), ten však nerad zkazí slavnosti a je zato vyhnán z města. Odstěhuje se na blízký hrad, což mu nevadí, protože je zahleděn do středověku. Na hradě se seznámí s nezaměstnaným Jardou a také s filmovou statistkou Hanou (Betty Birdová). Když odjede, vydá se za ní do Prahy, ale splete si jí s rozmazlenou hvězdou Elvírou Thompsonovou (také Betty Birdová). Ta ho vyhodí, a tak jede zase zpátky. Na hradě ho začnou honit četníci, přitom najde zlatý poklad, půl dostane město Zdislavice, Florián je jmenován čestným občanem a za svůj podíl nechá opravit hrad…
Pozn.:  Film Held einer Nacht je německá verze českého filmu Hrdina jedné noci, oba se natáčely současně. Obě verze natáčel Martin Frič, i výrobní štáb byl stejný. Je to také poslední německá verze, kterou Burian natočil a je to 22. film, který natočil.

## Hráli
Hlavní roli obsadil Vlasta Burian (role: krejčí a rytíř Florián Svíčička – Florian Kerzl).
Dále hráli: Elsa Lordová (paní mistrová Svíčičky), Betty Birdová (statistka Hana a herečka Elvíra Thompsonová), Max Liebl, Theo Lingen, Erik Ode, Hubert von Mayerinck a další němečtí herci.

## Technické údaje
- Rok výroby: 1935
- Zvuk: mono
- Barva: černobílý
- Země původu: Československo – Německo
- Natočeno v: ateliéru a Praze